# Nikolaj Buchalow
Nikolaj Petkow Buchalow (bulgarisch Николай Петков Бухалов; * 20. März 1967 in Karlowo) ist ein ehemaliger bulgarischer Kanute.
Er begann während seiner Schulzeit in Plowdiw mit dem Kanusport.
Nachdem er bei Weltmeisterschaften und Olympischen Spielen von 1986 bis 1991 immer wieder auf dem Podium landete, ohne dabei einen Titel zu gewinnen, schlug bei den Olympischen Sommerspielen 1992 in Barcelona seine große Stunde: sowohl über 500 als auch über 1000 Meter ließ er die komplette Konkurrenz hinter sich und wurde damit zum ersten bulgarischen Sportler, der bei einem olympischen Turnier zwei Titel holte.
Nach Barcelona stellten sich auch bei Weltmeisterschaften große Erfolge ein. Hatte er zuvor einen Teil seiner Medaillen noch im Vierer-Canadier geholt, so errang er nun insgesamt fünf Goldmedaillen, alle im Canadier-Einer.
Seine letzten internationalen Titel holte er bei der Heim-EM 1997 in Plowdiw, wo er über 500 und 1000 Meter siegte.
Buchalow hat einen Bachelor-Abschluss von der Universität Plowdiw und einen Master-Abschluss.
Er wurde nach seinen Titeln in Barcelona zum bulgarischen Sportler des Jahres 1992 gewählt, in den Jahren 1994 und 1995 wurde er zudem bei der Wahl Zweiter.